# Funcție monotonă
Dată fiind o mulțime ordonată A, o funcție monotonă cu domeniul A este o funcție care păstrează sau inversează ordinea elementelor din mulțimea A.

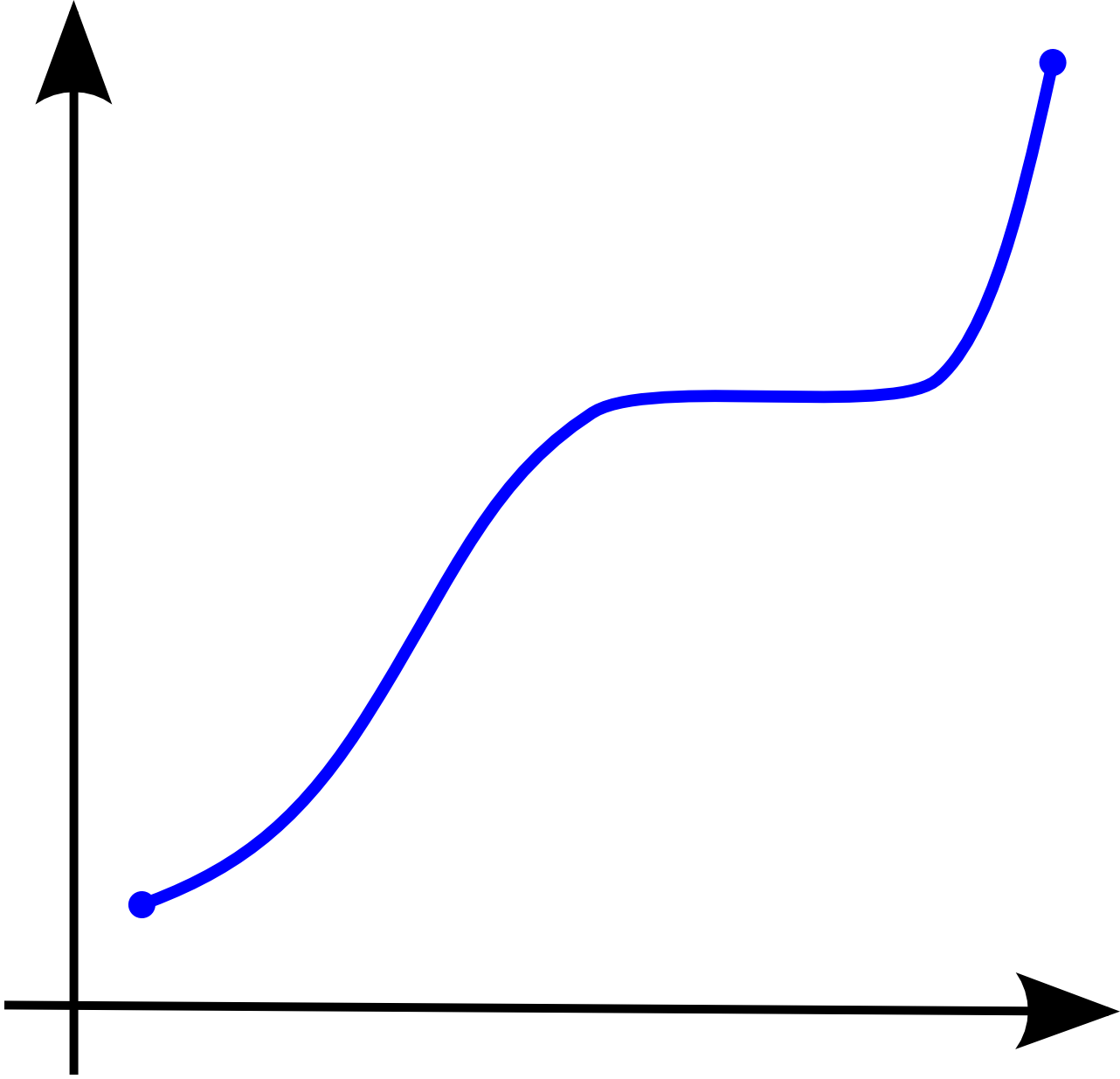
Graficul unei funcții crescătoare

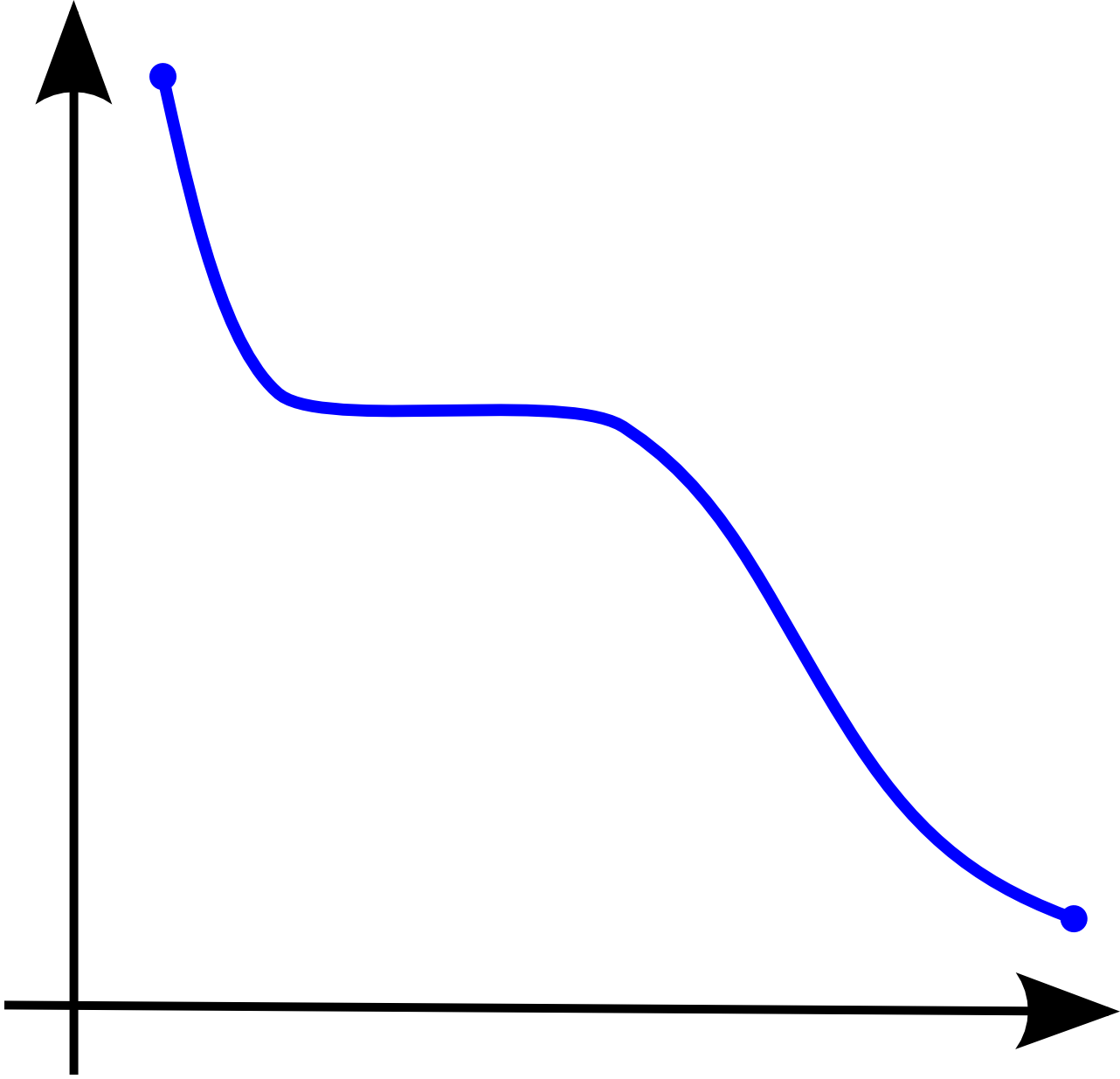
Graficul unei funcții descrescătoare

## Definiții
O funcție f : A → B se numește funcție crescătoare pe o submulțime M a lui A dacă pentru oricare două elemente x1,x2∈M cu proprietatea că x1≤x2 are loc f(x1)≤f(x2).
O funcție f : A → B se numește funcție descrescătoare pe o submulțime M a lui A dacă pentru oricare două elemente x1,x2∈M cu proprietatea că x1≤x2 are loc f(x1)≥f(x2).
O funcție se numește funcție crescătoare dacă este crescătoare pe tot domeniul. O funcție se numește funcție descrescătoare dacă este descrescătoare pe tot domeniul.
O funcție se numește funcție monotonă dacă este crescătoare sau descrescătoare.
De exemplu, funcția modul a numerelor reale, definită prin relația
{\displaystyle |x|={\begin{cases}-x,&x<0\\x,&x\geq 0\end{cases}}}
este o funcție descrescătoare pe intervalul (-∞,0), dar crescătoare pe intervalul (0,+∞). Într-adevăr, dacă x1,x2<0 sunt două numere negative astfel încât x1≤x2, atunci
{\displaystyle f(x_{1})=|x_{1}|=-x_{1}\geq -x_{2}=|x_{2}|=f(x_{2})},
deci funcția este descrescătoare mulțimea numerelor reale negative. În mod analog, pentru două numere reale pozitive x1,x2>0 cu x1≤x2, atunci
{\displaystyle f(x_{1})=|x_{1}|=x_{1}\leq x_{2}=|x_{2}|=f(x_{2})},
deci funcția este crescătoare mulțimea numerelor reale pozitive. Fiind descrescătoare pe o parte a domeniului și crescătoare pe cealaltă, funcția modul nu este monotonă. Aceste observații pot fi vizualizate prin reprezentarea grafică a funcției.

Graficul funcției modul

Înlocuind în definițiile de mai sus semnul de ordine ≤ (respectiv ≥) cu semnul de ordine strictă < (respectiv >), se obțin noțiunile de funcție strict crescătoare, respectiv funcție strict descrescătoare. O funcție strict crescătoare sau strict descrescătoare este întotdeauna funcție injectivă, deoarece pentru oricare două elemente distincte x și y din domeniu (dacă sunt distincte atunci x<y sau x>y) avem că f(x)>f(y) sau f(x)<f(y), deci imaginile celor două puncte nu pot să coincidă.

## Funcții derivabile monotone
O funcție derivabilă {\displaystyle f:A\subset \mathbb {R} \rightarrow B\subset \mathbb {R} } este crescătoare pe un interval dacă și numai dacă derivata sa f' este pozitivă pe acel interval. În același timp, funcția este descrescătoare dacă și numai dacă derivata sa este negativă pe acel interval.
Presupunând că derivata este pozitivă pe un interval {\displaystyle I\subset A}, demonstrația acestei afirmații se realizează aplicând definiția derivatei funcției f într-un punct oarecare {\displaystyle x_{0}\in I},
{\displaystyle f'(x_{0})=\lim _{x\to x_{0}}{\frac {f(x)-f(x_{0})}{x-x_{0}}}.}
Derivata este pozitivă în punctul x0 dacă și numai dacă există un interval {\displaystyle (x_{0}-r,x_{0}+r)\subset I} astfel încât pentru orice {\displaystyle t\in (x_{0}-r,x_{0}+r),t\neq x_{0}} are loc
{\displaystyle {\frac {f(t)-f(x_{0})}{t-x_{0}}}>0}.
Pentru {\displaystyle t<x_{0}}, aceasta are loc dacă și numai dacă {\displaystyle f(t)<f(x_{0})}. Analog, dacă {\displaystyle t>x_{0}} atunci afirmația are loc dacă și numai dacă {\displaystyle f(t)<f(x_{0})}. Cum {\displaystyle x_{0}\in I} a fost ales la întâmplare, afirmația este demonstrată pentru orice element al intervalului I.
Se consideră ca exemplu funcția modul a numerelor reale. Pe intervalul {\displaystyle (-\infty ,0),|x|=-x} și atunci derivata funcției modul pe întreg intervalul este -1. Derivata având valoare negativă, funcția este strict descrescătoare pe acest interval. Pe de altă parte, în intervalul {\displaystyle (0,+\infty ),|x|=x} și atunci derivata funcției modul pe tot intervalul este 1. Datorită faptului că derivata are valoare pozitivă pe tot intervalul, funcția modul este strict crescătoare pe {\displaystyle (0,+\infty )}. Deoarece funcția este descrescătoare pe o parte a domeniului și crescătoare pe cealaltă, funcția nu este monotonă.

## Puncte de extrem local
Pentru o funcție {\displaystyle f:A\subset \mathbb {R} \rightarrow B\subset \mathbb {R} }, punctul {\displaystyle x_{0}\in A} se numește punct de maxim local dacă există un interval {\displaystyle (x_{0}-r,x_{0}+r)\subset A} astfel încât, pentru orice {\displaystyle x\in (x_{0}-r,x_{0}+r)}, {\displaystyle f(x)\leq f(x_{0})}. De asemenea, punctul {\displaystyle x_{0}\in A} se numește punct de minim local dacă există un interval {\displaystyle (x_{0}-r,x_{0}+r)\subset A} astfel încât, pentru orice {\displaystyle x\in (x_{0}-r,x_{0}+r)}, {\displaystyle f(x)\geq f(x_{0})}. Dacă un punct este fie punct de maxim local, fie punct de minim local, atunci el se numește punct de extrem local.
Se poate demonstra că, dacă x0 este punct de extrem local pentru funcția {\displaystyle f:A\subset \mathbb {R} \rightarrow B} și f este derivabilă în x0, atunci f'(x0)=0. Aceasta se poate observa din calculul derivatei funcției f(x) în punctul x0. Prin definiție,
{\displaystyle f'(x_{0})=\lim _{h\to 0}{\frac {f(x_{0}+h)-f(x_{0})}{h}}.}
Pentru h cu modul suficient de mic, din faptul că x0 este punct de maxim local pentru funcția f rezultă că {\displaystyle f(x_{0})\geq f(x_{0}+h)}, ceea ce înseamnă că numărătorul fracției este negativ sau cel mult 0. Dacă h tinde la dreapta la zero, adică prin valori pozitive, atunci fracția are numai valori negative sau cel mult nule, caz în care derivata are valoare negativă sau cel mult nulă. Pe de altă parte, dacă h tinde la stânga la zero, adică prin valori negative, atunci fracția are valori pozitive și, prin urmare, derivata este pozitivă sau cel puțin nulă. Ambele propoziții sunt îndeplinite simultan dacă și numai dacă {\displaystyle f'(x_{0})=0}.
În particular, dacă funcția {\displaystyle f:A\subset \mathbb {R} \rightarrow B} este derivabilă, atunci {\displaystyle x_{0}\in A} este punct de extrem local dacă și numai dacă f'(x0)=0. Acest rezultat este cunoscut în analiza matematică sub numele de Teorema lui Fermat.
Se consideră de exemplu funcția de gradul al doilea {\displaystyle f:\mathbb {R} \rightarrow \mathbb {R} ,f(x)=ax^{2}+bx+c}, unde a, b și c sunt constante reale (a≠0). Derivata acestei funcții este {\displaystyle f'(x)=2ax+b}. Făcând f'(x)=0 obținem o ecuație de gradul întâi în x care are ca soluție unică {\displaystyle x=-{\frac {b}{2a}}}. Din aceasta rezultă că {\displaystyle x=-{\frac {b}{2a}}} este singurul punct de extrem local al funcției de gradul al doilea. Se observă totodată că dacă a<0 atunci derivata ia valori pozitive înainte de {\displaystyle x=-{\frac {b}{2a}}} și negative pentru valori mai mari decât {\displaystyle x=-{\frac {b}{2a}}}. Aceasta înseamnă că, dacă a<0, funcția de gradul al doilea este strict crescătoare pe intervalul {\displaystyle (-\infty ,-{\frac {b}{2a}})} și strict descrescătoare pe {\displaystyle (-{\frac {b}{2a}},+\infty )}, caz în care {\displaystyle x=-{\frac {b}{2a}}} este punct de maxim local. Printr-un raționament analog deducem că pentru a>0 funcția este strict descrescătoare pe intervalul {\displaystyle (-\infty ,-{\frac {b}{2a}})} și strict crescătoare pe {\displaystyle (-{\frac {b}{2a}},+\infty )}, caz în care {\displaystyle x=-{\frac {b}{2a}}} este punct de minim local.

## Monotonia în analiza funcțională
În analiza funcțională pe un spațiu vectorial topologic X, un operator T : X → X* se numește operator monoton dacă
{\displaystyle \forall u,v\in X\Rightarrow (Tu-Tv,u-v)\geq 0.}
Teorema lui Kachurovskii spune că o funcție convexă pe un spațiu Banach are ca derivată un operator monoton.
O submulțime G a produsului cartezian X × X* se numește mulțime monotonă dacă pentru orice pereche (u1,v1), (u2,v2) de elemente din G avem că
{\displaystyle (v_{1}-v_{2},u_{1}-u_{2})\geq 0.}
Graficul GT al unui operator monoton T este o mulțime monotonă.